# Festa della Repubblica

Le Frecce Tricolori durante i festeggiamenti della Festa della Repubblica Italiana, il 2 giugno 2005

La Festa della Repubblica è una ricorrenza in auge in molti stati nei quali si celebra l'istituto repubblicano, in genere in coincidenza con una data importante come la data di fondazione, costituzione o liberazione.

## Mondo
In numerosi paesi si celebra una Festa di Repubblica, tra questi:

### Albania
In Albania la ricorrenza si festeggia l'11 gennaio (dal 1946).

### Armenia
In Armenia la ricorrenza si festeggia il 28 maggio (1918, vedi Prima Repubblica di Armenia).

### Azerbaigian
In Azerbaigian la ricorrenza si festeggia il 28 maggio (1918, vedi Repubblica Democratica dell'Azerbaigian).

### Bosnia ed Erzegovina
Bosnia ed Erzegovina festeggia la ricorrenza il 9 gennaio (dal 1992).

### Brasile
In Brasile la ricorrenza si festeggia il 15 novembre. Commemora la data in cui (1889) nella città di Rio de Janeiro (a quel tempo capitale del Brasile), un colpo di Stato militare guidato dal maresciallo Deodoro da Fonseca rovesciò l'imperatore Pietro II e dichiarò il Brasile una repubblica.

### Burkina Faso
In Burkina Faso la ricorrenza si festeggia l'11 dicembre (1958, quando l'Alto Volta divenne una repubblica autonoma).

### Cina
In Repubblica di Cina, la ricorrenza si festeggia il 10 ottobre. A Taiwan vi è una festa nazionale che commemora l'istituzione della Repubblica Cinese nel 1911, l'inizio simbolico della rivoluzione cinese con la rivolta di Wuchang. È anche conosciuto come il giorno "Dieci doppio" .

### Corea del Nord
In Corea del Nord la ricorrenza si festeggia il 9 settembre (1948).

### Francia
In Francia la ricorrenza si festeggia il 14 luglio. Commemora il giorno della Presa della Bastiglia nel 1789.

### Gambia
In Gambia la ricorrenza si festeggia il 24 aprile (1970).

### Ghana
In Ghana la ricorrenza si festeggia il 1º luglio (1960).

### Grecia
In Grecia la ricorrenza si festeggia il 24 luglio (1974).

### Guyana
In Guyana la ricorrenza si festeggia il 23 febbraio (1970, conosciuto anche come Mashramani).

### India

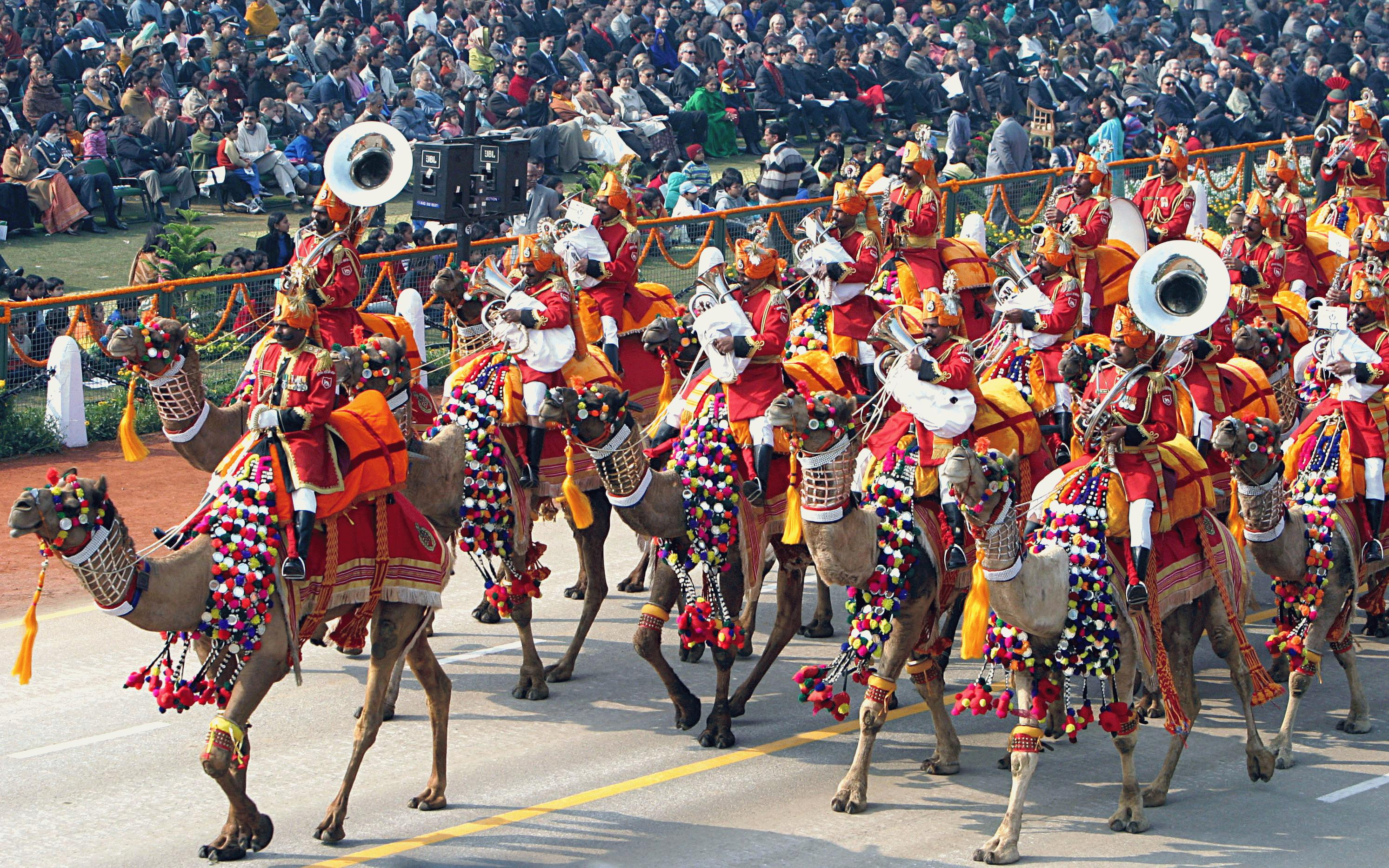
Le celebrazioni in India per la Festa della Repubblica (26 gennaio 2004)

In India la ricorrenza si festeggia il 26 gennaio, a memoria dell'adozione di una costituzione repubblicana dopo l'indipendenza dall'Impero britannico (1950).

### Iran
In Iran la ricorrenza si festeggia il 1º aprile, commemora il giorno in cui (1979) il referendum che approva la proposta di costituzione, istituisce la Repubblica islamica.

### Iraq
In Iraq la ricorrenza si festeggia il 14 luglio. Commemora il giorno in cui fu rovesciata la monarchia hashemita dalle forze popolari guidate da Abdul Karim Kassem, che divenne il nuovo leader della nazione. L'evento è stato commemorato a Baghdad con una statua in Piazza del 14 luglio.

### Islanda
In Islanda la ricorrenza si festeggia il 17 giugno (1944).

### Italia
In Italia si festeggia la ricorrenza il 2 giugno, commemorando il referendum del 2-3 giugno 1946, in cui il popolo italiano fu chiamato a scegliere, con suffragio universale, la forma di governo dello stato tra monarchia e repubblica e a eleggere i rappresentanti dell'Assemblea Costituente che scriveranno la Costituzione, si festeggia la nascita della Repubblica.

### Jugoslavia
In Jugoslavia la ricorrenza si festeggiava il 29 novembre (1945-1990).

### Kazakistan
In Kazakistan la ricorrenza si festeggia il 25 ottobre (1991).

### Lituania
In Lituania la ricorrenza si festeggia il 15 maggio (1920).

### Maldive
Nelle Maldive la ricorrenza si festeggia il 11 novembre (1968).

### Malta
In Malta la ricorrenza si festeggia il 13 dicembre. Commemora il giorno in cui (1974), Malta si emancipò dalla condizione di colonia britannica e divenne una repubblica.

### Nepal
In Nepal la ricorrenza si festeggia il 28 maggio (2008).

### Niger
In Niger la ricorrenza si festeggia il 18 dicembre (1958).

### Pakistan
In Pakistan la ricorrenza si festeggia il 23 marzo, commemora la data in cui il Pakistan divenne, prima nella storia, repubblica islamica (1956).

### Portogallo
In Portogallo la ricorrenza si festeggia il 5 ottobre. La festa della Implantação da República ricorda la proclamazione della prima repubblica portoghese (1910).

### Sierra Leone
In Sierra Leone la ricorrenza si festeggia il 27 aprile (1961).

### Slovacchia
La Repubblica Slovacca il 1º gennaio, commemora il giorno della creazione della Repubblica di Slovacchia. Una festa nazionale dal 1993. Ufficialmente denominato "Il giorno della costituzione della Repubblica Slovacca".

### Sri Lanka
In Sri Lanka la ricorrenza si festeggia il 22 maggio (1972).

### Stati Uniti
Negli Stati Uniti la ricorrenza si festeggia il 4 luglio, giorno in cui nel 1776 venne firmata la dichiarazione d'indipendenza.

### Sudafrica
In Sudafrica la ricorrenza si festeggia il 31 maggio (1961-1994).

### Trinidad e Tobago
In Trinidad e Tobago la ricorrenza si festeggia il 24 settembre (1976).

### Tunisia
In Tunisia la ricorrenza si festeggia il 25 luglio (1957).

### Turchia
In Turchia la ricorrenza si festeggia il 29 ottobre. Commemora il giorno in cui la costituzione turca fu modificata (1923) e la Turchia divenne repubblica, dichiarando la dissoluzione formale dell'Impero ottomano.

### Ungheria
In Ungheria la ricorrenza si festeggia il 1º febbraio. Commemora la proclamazione della Repubblica di Ungheria. Dal 2004, questo giorno è un giorno di commemorazione nazionale, non un giorno festivo o nazionale.